# IAM Cycling
IAM Cycling was een Zwitserse wielerploeg die van 2013 tot en met 2016 als wielerploeg deelnam aan wielerwedstrijden. Sinds 2015 reed de ploeg in de UCI World Tour.

## Geschiedenis

### Ontstaan
In de marge van de Ronde van Romandië 2012 kondigde IAM Investment Funds, een dochteronderneming van IAM Independent Asset Management SA, een Zwitserse firma gespecialiseerd in vermogensbeheer, aan dat ze de intentie hadden om een wielerteam op te richten. Het team zou vanaf 2013 als pro-continentale wielerploeg deelnemen aan wielerwedstrijden met een budget van 6 miljoen Zwitserse frank. Er zou plaats zijn voor 20 rijders, waarvan de helft Zwitsers zouden moeten worden. Hiermee zou het de enige professionele wielerploeg uit Zwitserland worden.

### 2013
Vanaf augustus 2012 werden al diverse renners gecontracteerd, voornamelijk Zwitserse renners zoals Martin Elmiger, Johann Tschopp en Marcel Wyss. Later kwamen hier ook wat toppers bij, zoals Heinrich Haussler en Gustav Larsson. Er rijden twee Belgen bij de ploeg: Kristof Goddaert en Kevyn Ista.Omdat het team voor 2013 geen World-Tour licentie kreeg moest het hopen op wildcards om te kunnen deelnemen aan grote wedstrijden. Het team kreeg wildcards voor Parijs-Nice, Milaan-San Remo, E3 Harelbeke, Gent-Wevelgem, Ronde van Vlaanderen, Parijs-Roubaix, Amstel Gold Race, Waalse Pijl, Luik-Bastenaken-Luik en de Ronde van Romandië in het voorjaar. Ze kregen later ook nog startrecht in de Ronde van Zwitserland, GP Ouest France-Plouay en de Ronde van Lombardije. Het team boekte in dit seizoen geen grote overwinningen.

### 2014
In 2014 vroeg het team tegen alle verwachtingen in geen World-Tour licentie aan, hierop hadden ze na het afhaken van Euskaltel-Euskadi en Vacansoleil-DCM nochtans een grote kans. Het team wil zich in dit seizoen vooral toeleggen op de Wielerklassiekers, en hoopt het startrecht te krijgen in 1 van de 3 Grote Rondes. Hiervoor versterkte het team zich vooral in de breedte met renners als Mathias Frank, Roger Kluge en Sylvain Chavanel. In februari werd bekend dat het team aan de start verschijnt van de Tour. Op 18 februari kwam renner Kristof Goddaert tijdens een training in Antwerpen om het leven. Hij werd overreden door een bus.

## Grote rondes
| Jaar | Ronde van Italië     | Ronde van Italië | Ronde van Frankrijk | Ronde van Frankrijk   | Ronde van Spanje   | Ronde van Spanje                         |
| Jaar | hoogste klassering   | etappewinst      | hoogste klassering  | etappewinst           | hoogste klassering | etappewinst                              |
| ---- | -------------------- | ---------------- | ------------------- | --------------------- | ------------------ | ---------------------------------------- |
| 2014 | geen deelname        | geen deelname    | 32e Marcel Wyss     |                       | 61e Vicente Reynés |                                          |
| 2015 | 36e Sylvain Chavanel |                  | 8e Mathias Frank    |                       | 38e Larry Warbasse |                                          |
| 2016 | 40e Marcel Wyss      | 17e Roger Kluge  | 18e Stef Clement    | 15e Jarlinson Pantano | 21e Marcel Wyss    | 7e Jonas Van Genechten 17e Mathias Frank |